# 超人力霸王梅比斯
《超人力霸王梅比斯》（日語：ウルトラマンメビウス，英語：Ultraman Mebius），是由日本圓谷製作的《超人力霸王系列》特攝作品，於2006（平成18年）4月8日至2007年3月31日期間每週六下午5時30分在CBC電視台、TBS電視台首播。

## 概要

### 特色
故事時序
| 80（1981年）        |  |
|                     |  |
| TV版（2006年）      |  |
|                     |  |
| 世紀之戰（2006年）  |  |
|                     |  |
| TV版·結局（2007年） |  |
|                     |  |
| 闇黑鎧裝（2009年）  |  |
|                     |  |

本作劇集為40週年紀念劇集，雖時世界觀再度回歸昭和第一期至第三期所架構的世界觀「M78星雲光之國」，但作品定位並不是昭和世界觀的直接續作，而是默認從《超異象之謎》到《超人力霸王80》都是同宇宙為前提下所發展的概念。
在本作中，時間點位於在1980年劇集《超人力霸王80》結局的「25年」後，已經脫離「怪獸頻出期」的地球。與前作《超人力霸王馬克斯》類似，在本作的劇中則出現了許多昭和時期的怪獸角色（多數屬昭和第二期系列登場），同時在後期則邀請曾出演舊作品超人人間體的主角演員，並通過引用過去的著名台詞及事件，或是為舊作的一些疑問做出明確的解釋，闡明了與舊作品之間的聯繫。總體而言《梅比斯》說是「M78星雲光之國世界觀」系列的巔峰之作。
此外，在融合了舊作品懷舊元素的同時，它還包含了平成系列的元素，例如較為創新化的全新型態、M78星雲出身的藍族戰士「超人力霸王希卡利」，及連續劇性質的故事劇情，該劇圍繞作為史上最年輕宇宙警衛隊隊員的主角「超人力霸王梅比斯」和防衛隊「CREW GUYS JAPAN」之間的羈絆，在系列的中後期，《梅比斯》打破先前作品，將主人公作為超人戰士禁忌的隱藏身份設定徹底破除後，更為本作帶來較為獨特的發展路線。

### 企劃·製作
自上一部作品《超人力霸王馬克斯》播出後，這項工作的計劃於2005年7月開始，從那時起，就決定了昭和時期的超人戰士作為嘉賓的演出表演。經過各種討論得出的結論是以「友情」這一主題，因而決定開發一部以超人兄弟為中心的戲劇，最初曾企劃加入《超人力霸王衛司》曾被提及的銀河聯邦設定，將主人公須保護地球以達到銀河連邦的認可，否則需遣返回光之國的設定，也原定包括《巨人力霸王》等其他圓谷早期特攝角色在劇中串場，但最後則作罷。
工作人員中，由製片人澀谷博康作為領導，曾參與《納克斯》的許多工作人員都參加了會議。音樂則由《蓋亞》開始製作大量作品配樂的佐橋俊彦擔當。曾參加電影《超人力霸王THE NEXT》CGI製作的板野一郎在本作製作完結則後離開了圓谷。

### 影響
本作起初播出後，收視率曾面臨稍顯低落的問題。不過當電影版（《超人力霸王梅比斯&超人兄弟：世紀之戰》）上映後，該作的認可度提升，收視率創下了自《超人力霸王納克斯》以來的最高紀錄，其中超人兄弟的客串集數，不僅得到了主要客群的支持，也得到了包括家長和愛好者在內的廣大觀眾支持，甚至在TV版結束後，仍在各種媒體上開發了外傳作品。
但是，由於其中一些地方放送局播映時間過早（最早的播映時間是四時三十分），導致日後的收視率及玩具的總銷售額為36億，較前作相比有明顯滑坡，而在圓谷製作在2007年後因不堪長期虧損而將股權全數售予TYO，之後則由Fields和萬代所接手，並掌管股權。直至2022年為止，《梅比斯》依然是歷代系列中，最後一部共播映長達一年的番組作品。
2022年，在NHK BS Premium所主辦的《超人力霸王大票選》中，「梅比斯」在投票中被選為人氣英雄角色第六名。

## 故事大綱
在超人力霸王80離開地球後的25年，人類終於渡過了名為「怪獸頻出期」的惡夢，時間飛逝直到當一次怪獸襲來時，地球的全新防衛隊CREW GUYS JAPAN隊只剩一人倖存。

在此同時，被超人之父派遣來地球的宇宙警衛隊新人超人力霸王梅比斯來到了地球，並化身成「日比野未來」，與其他新加入的GUYS隊員們，一同展開與怪獸決鬥的戰役。

並透過未來的角度，描述了歷代超人戰士保衛著地球的過程，GUYS隊員們的羈絆及梅比斯自我成長的故事。

## 本作登場的超人力霸王

### 超人力霸王梅比斯
本作登場的超人力霸王戰士，是距離超人力霸王80離開地球25年，受到超人力霸王之父的命令派遣來到地球的一名年輕戰士。性格真摯，比起自己的事情更首要的是去關心別人，在光之國接受訓練時的教官是超人力霸王太郎，因此他的變身姿勢和戰鬥技巧有著和太郎一樣的共同點。在半年前來到地球時看見了被黑洞吞噬的地球人伴宏人後被他的精神所感動，因此變化成宏人的姿態，以「日比野未來」的身份在地球活動，在第1話後作為替代被帝諾佐魯全滅的CREW GUYS的新人隊員加入了GUYS。
由於是第一次進行任務的因素，戰斗方法在初期時並不成熟，曾因此遭到了GUYS隊員的反感，但是後來在持續磨練技巧，並和GUYS聯手戰鬥後則逐漸成長。
同時也也邂逅了每一個曾在地球進行作戰的前輩戰士，繼承了許多超人力霸王的戰斗方法。在故事後期時技能和攻擊方法的範圍和運用都磨煉得更為優秀。在最終話打敗安培拉星人，成為了超人兄弟的一員後離開了地球。
在後續的作品中，被超人力霸王大河稱呼為師兄。
- 人間體：日比野未來
- 身高：49公尺[13][14][15][16][17]
- 體重：35000噸[13][14][17]
- 年齡：6800歳[18]
- 活動時間：3分鐘[13]
- 飛行速度：10馬赫[13][17][19]
- 行走速度：2.5馬赫[17]
- 水中速度：1馬赫[17]
- 腕：5萬噸以上[17]

梅比斯的外觀設計是由角色設計師丸山浩所設計，整體設計於2005年10月完成，原案是以超人力霸王納克斯之前為發想的原創企劃《ULTRAMAN-Z》。最初臉部設計的原型來源於一種動物——對馬山猫，而名稱Mebius的靈感來源則源自於莫比烏斯帶，代表無限的意思。同時在角色特質上及光線上的技能，則帶有一定莫比烏斯帶的特徵。

#### 變身器
- 梅比斯氣息（メビウスブレス）

能使未來變身成梅比斯的道具，是超人力霸王之父所給予的裝備，同時也是梅比斯的力量來源。設計主題是火焰。
平時裝備在左腕。在氣息中央有一個紅色的小水晶球，將手掌覆蓋其上並將其轉動時能釋放氣息內部的能源，能用於變身為梅比斯或施展光線技能。
變身前後可以發動多種不同能力。被認為是一種能源儲蓄控制裝置，變身時後會出現∞（無限的符號）。
變身的基本動作，是未來將隱藏的梅比斯氣息從左手腕浮現後，再用右手轉動氣息中央的水晶圈，使能量綻放出金色的光芒形成∞（無限的符號）的形狀。最終在光芒籠罩下進行巨大化。
能與希卡利的騎士氣息進行聯動，在第17話~第35話中曾融合騎士氣息升級能變身勇者形態；在最終話中更結合GUYS夥伴們的羈絆之力進化為鳳凰勇者形態。

#### 必殺技
- 無限元素射擊/夢比姆光線[13][25]

將右手置於左手的梅比斯氣息上，後雙手分開，再將手成八字型至於頭上，而後兩手交叉發出光線，溫度約為10萬℃。是梅比斯最常使用的必殺技。
- 梅比斯光劍/夢比姆光劍[13][25]

由左手的騎士氣息延伸出來的光之劍，多在埋身戰使用。比星切丸還銳利（16集）,可以借劍做出長距離攻擊，也可以發出光線系技能。
- 梅比斯勇者形態（勇者形態）[13][25]

第18話從超人光明得到騎士氣息和梅比斯氣息合二為一時，梅比斯變成梅比斯英勇形態。
- 梅比斯火焰/夢比姆爆裂（炎之勇者形態）

第30話將約定的火焰加在身上後出現，於故事後期大量使用,打敗大部分敵人，劇中只有一次無效。
- 無限元素爆破/夢比姆炸藥（以炎之勇者形態居多）

首先全身著火，接著衝向敵人並抓著不放，隨後兩人一起爆炸。化成光之粒子後重新組回原狀。與太郎的超極爆破相似，威力差不多，但消耗比超極爆破更大，同樣會對自身造成大傷害，甚至重傷。
- 無限元素騎士射擊/夢比姆騎士光線（鳳凰勇者形態）

第50話把梅比斯氣息和騎士氣息的全能量開放，雙手交叉形成十字發射的必殺光線。可以從十字擴大形成L字来提高一倍的威力。上半部分是由無限元素射擊，下半部分則是由騎士射擊的光粒子所組成。在故事中因為斯派修姆能源放大器而威力增幅了，所以本来的威力不明。

#### 型態變化
- 勇者型態（メビウスブレイブ）[26]

第18話首次登場，梅比斯在接收希卡利的騎士氣息後，以左腕佩戴的騎士氣息與自己的梅比斯氣息一體化，在釋放兩種力量後進化的強化形態。特徵是在胸口勾勒鑲嵌出金色的線條。此外身體也發生了微妙的顏色變化。在戰鬥的時候，因為騎士氣息的出現而強化了梅比斯姆光劍，變成了光之長劍·梅比斯騎士光劍。
在第35話因把騎士氣息還給希卡利的緣故，勇者形態也不再登場。此外，這是梅比斯各種形態中唯一沒有在後續OV作品或者電影版登場的形態。
- 身高：49公尺
- 體重：36000噸
- 飛行速度：12馬赫
- 潛地速度：4馬赫

- 燃燒勇者型態（メビウスバーニングブレイブ）

別名「炎之勇者」，第30話首次登場。當未來（梅比斯）和GUYS夥伴們的友情及羈絆促使梅比斯的力量覺醒，從體內溢出的火焰能量將身體包圍，轉變成為胸口出現火焰符號的強化型態。設計原型為初代超人力霸王。
外觀變化與GUYS鳳凰號描繪的火焰符號非常相似，這也是梅比斯和GUYS夥伴們「火焰友情」的證明。有著能夠承受住超高溫火焰的軀體，並且能夠使用火焰的力量輔助戰鬥。必殺技是提取火焰力量形成的巨大火球「梅比斯爆裂」。
- 身高：49公尺[15][16][28][27]
- 體重：36000噸
- 飛行速度：13馬赫
- 潛地速度：4馬赫

- 鳳凰勇者型態（メビウスフェニックスブレイブ）

別名「不死鳥的勇者」，最終話首次登場，是梅比斯的究極最強形態。是在大決戰時，梅比斯與GUYS的人類同伴們、以及希卡利的騎士氣息力量，在友情之絆的共鳴下共同合體變身的戰斗形態。
全身由赤、藍、金、銀色所構成，左腕佩戴梅比斯氣息、右腕則佩戴騎士氣息，擁有凌駕於安培拉星人之上的身體力量，能發揮出超人力霸王和人類的羈絆產生的強大戰力。
- 在設計圖中，還有閃電勇者（ライトニングブレイブ）的名稱[21]。GUYS成員團結起來一起變身的想法從企劃開始時就已存在[6]，其他GUYS成員如迫水和佐菲合體也是一在階段時就被提出，原先也有令GUYS的伙伴與超人兄弟一起變身的構思，但最後則認為不藉用超人兄弟的力量，而是以友情之絆共同變身更適合作品的主題。

- 身高：49公尺[27]
- 體重：36000噸[27]
- 飛行速度：25馬赫[27]
- 奔跑速度：8馬赫[27]
- 水中速度：6.5馬赫[27]
- 跳躍高度：2200公尺[27]
- 腕力：18萬噸

- 無限型態（メビウスインフィニティー）

別名「究極的勇者」，於電影《梦比优斯奥特曼&奥特兄弟》首次登场。
在自身能力的基礎上與超人6兄弟（佐菲、初代、七號、傑克、衛司、太郎）合體後，變成了全身帶有黑色線條，代表無限的強化形態。
擁有究極超人力霸王戰士的壓倒性的力量，在速度、力量、戰鬥力得到極大的提升，此外還可發揮出超越次元的能力，被譽為梅比斯最強的戰鬥形態。
- 身高：51公尺[28][27]
- 體重：36000噸[28][27]
- 飛行速度：40馬赫
- 奔跑速度：9.9馬赫
- 水中速度：8.5馬赫
- 地中速度：8.5馬赫
- 跳躍高度：3800公尺
- 腕力：20萬噸
- 握力：19萬噸

#### 其他登場作品
《超人力霸王捷德》第1話
- 電影

《大決戰!超奧特8兄弟》（2008年）
《大怪獸格鬥_超銀河傳說_THE_MOVIE》（2009年）
《赛罗·奥特曼_THE_MOVIE_超决战！贝利亚银河帝国》（2010年）
《超人力霸王銀河S:決戰！超人10勇士！》（2015年）
- 網路劇集

《超級銀河格鬥》（2020年至今）

### 超人力霸王希卡利
本作登場的另一位超人力霸王戰士，也是首次登場的M78星雲光之國「藍族」戰士，過去曾是活躍在「宇宙科學技術局」的科學家。。由於光之國的超人並沒有意義上的名字，因此「希卡利」這個名稱則是地球人所取自的名稱，具有「光明」的含義。
曾發明了「生命固化技術」，因這一大功勞而獲得了和佐菲一樣的「星之徽章」。後來因為百特星人覬覦該技術而引發了戰爭，希卡利自認對此負有責任便辭去了長官職位前往阿柏星。
在得知了高次元捕食體博伽茹即將來到阿柏星時，曾前往帝王星被超人力霸王尊王認可，並授予了「騎士氣息」，然而自己卻無法挽救被博伽茹吞滅的阿柏星而被仇恨所包圍，穿上了復仇之鎧，改名為「獵手騎士劍」。
聲稱為了殺死博伽茹可以不擇手段而不惜犧牲一切，成為一個為了復仇不擇手段、甚至不惜犧牲無辜之人的無情戰士。在第1話來到地球後和芹澤和也一體化，然而隨著劇情發展逐漸被梅比斯影響，最終受到超人力霸王之母的感化，被治癒傷勢後破壞了復仇之鎧，恢復了自己作為超人力霸王的本來面目。
其後被佐菲招攬進入宇宙警備隊，更在阿柏星上重獲勇者之鎧，經常以芹澤的身份與梅比斯一同戰鬥，也曾給予相原龍自己的力量。在最終話打敗安培拉星人後返回光之國，成為超人兄弟的一員。在新世代系列中主導著光之國的科學研究，開發出各種的強化道具，為新生代的超人戰士們提供了巨大的幫助。
- 人間體：芹澤和也、相原龍(暫時)
- 年齡：22000歳
- 身高：50公尺[31]
- 體重：35000噸[31]
- 年齡：22000歳
- 飞行速度：5馬赫
- 行走速度：2.5馬赫
- 腕：5萬噸以上

希卡利的外觀設計是由角色設計師丸山浩所設計，先是設計了獵手騎士劍的整體設計後再設計超人的造型。最初的設計稿曾將超人名稱取為超人力霸王劍（ウルトラマン剣（ツルギ））希卡利的外觀則丸山在2003年描繪的鏡子超人的重啟設計。為了與梅比斯分出區別，希卡利的造型賦予了角部耳形，身形較尖略的盔甲設計是取自《超人力霸王納克斯》未登場的角色黑暗路西法的殘留設計  >。由於顏色計時器是從M78星雲衍生的超人力霸王，因而特意設計了涵蓋了半球形的顏色計時器。

#### 變身器
- 騎士氣息（ナイトブレス）

能使芹澤和也及相原龍變身成希卡利的道具，是超人力霸王尊王授予的神秘的萬能器具 。通常裝在希卡利的右前腕上。有著變身功能以及使希卡利的力量增幅的能力。此外也有可以讓希卡利的很多技能發動的作用，如釋放光束劍等。
在人間體狀態時，還能抽出「騎士短劍」來作為護身作戰武器，也能發射出破壞光彈。以劍為主題的設計和靈感來自於原先「獵手騎士劍」的名字
- 阿柏裝置（アーブギア）

在阿柏星的大地上、由阿柏生命體的力量形成的鎧甲。通體銀色，些許金色和藍色綴飾。。主要著裝於希卡利的頭部、胸肩和四肢，總質量3000噸 ，最初的裝置是以阿柏星滅絕的生命體，因對於博伽茹的怨念凝聚而成的結晶，附著在了被憤怒和復仇支配的希卡利身上
讓希卡利變化為藍騎士劍。此時的阿柏裝置又名「復仇之鎧」，會不時地散發出污穢之氣使希卡利的心性越發極端。尤其並且鎧甲無法卸下成為一種變相的束縛，直到後來才被超人之母摧毀。後來當取回自我的希卡利再訪阿柏星時，清澈的內心與阿柏的力量共鳴，再次凝聚出阿柏裝置成為賦予希卡利力量的「勇者之鎧」，外觀雖與復仇之鎧一致，但力量完全不同。
除了起到防禦作用外，希卡利的力量·速度·防禦力以及光線的威力等都有顯著提升， 還能憑自己意志進行穿戴，直到第49話中被安培拉星人徹底摧毀。

#### 必殺技
- 騎士射線（ナイトシュート）[31]

將騎士氣息的能量開放，雙手組成十字（右手前置）放出的希卡利的最常用必殺技，擁有超人梅比斯的無限元素射擊以上的破壞力。
- 宇宙熱射線（ホットロードシュート）[31]

從雙手放出的必殺技能，無需依賴騎士氣息。
- 騎士光劍（ナイトビームブレード）[31]

從騎士氣息中延伸的光劍，擁有梅比斯光劍以上的切割力，甚至能夠一擊定勝負。
- 劍刃射線（ブレードショット）[31]

從騎士光劍的尖端放出的光線。
- 買拉姆散光（ホットロードフラッシュ）

從全身發出的光線，無需依賴騎士氣息。

#### 在其他作品的登場
《超級格鬥勝利》第3~13話
《超人力霸王捷德》第1、8、25話
- 電影

《大怪獸格鬥_超銀河傳說_THE_MOVIE》（2009年）
《赛罗·奥特曼_THE_MOVIE_超决战！贝利亚银河帝国》（2010年）
- 網路劇集

《超級銀河格鬥 新生代英雄》（2020年）

## 本作登場的防衛組織

### G.U.Y.S
自《80》的當時的防衛隊「UGM」解散後經歷十年，由統合各防衛隊所組成的防衛組織，全名為「Guards for Utilit Y Situation」。
本部設於紐約近海，各國的GUYS本部設有實戰部隊CREW GUYS 。另外還有直屬於總本部的負責公海防衛的GUYS OCEAN、守護南極圈的GUYS ANTARCTICA，以及負責離地一百公里以上之太空的GUYS SPACE。
另外從冥王星歸來的迫水真吾的報告「即使是現在還是有許多想要侵略的宇宙人對地球虎視眈眈，超人力霸王仍守護著地球。」也是促成GUYS的重要因素。
此外，G.U.Y.S總部的數據庫則有包含有關與過去活躍的防衛組織（SSSP至UGM）作戰的怪物和外星人的訊息。這些數據稱為「存檔文件」”，並進行分類而存擋在防衛隊名稱的文檔文件中。
在小說版本曾出現「禁止文件」，並且保存了與因「人類的過失而造成的怪物和外星人災害」有關的事件資料。即所謂的黑暗記錄，例如「沒有故意隱藏，可能會根據接收者而引起微妙的反應」，「人類並不一定總是走在正確的道路上」等類型。因此，每個適用的文檔有嚴格的訪問限制，只有合格的隊長或以上的人員才能查看，並且在存檔的文件中必須謹慎對待。

#### G.U.Y.S  JAPAN基地
為G.U.Y.S日本支部的基地，位於關東地區的郊區。其中基地上則放置脫離地面在空中飛行的航母基地「鳳凰巢」。
與其鏈接的地下部分則建設，動力室，戰機GUYS Gun Phoenix和GUYS Gun Speeder的地下機庫，在地上部，則為隊員和員工提供各種設施，例如=CREW GUYS JAPAN指揮室，隊員的私人房間、休息室、醫護室、超絕科學流星技術實驗室，餐廳，室內游泳池和武術館。
此外，設有安全部門，調查部門，車輛部門的設定也曾在小說版遭到提及。

### CREW GUYS JAPAN
本作登場的防衛隊組織，是在各國協調下GUYS設置在日本地區的的下屬組織。
此外，要成為「CREW GUYS」所屬的隊員們必須先通過飛行考試並取得「GUYS執照」，通常16歲以上的人可以參加GUYS組織的正式考試，可是由於25年以來沒有怪物出現，因此此證件雖對考試和就職有用處，但在社會是不承認的。
其中，此隊伍的改組階段共有三次:
- 《梅比斯》第1話之前

共有隊長芹澤和也、隊員相原龍等其他無名隊員所組成，在第1話中除了相原龍之外，其他隊員則在帝諾佐魯交戰中殉職。
- 《梅比斯》TV版

隊長由迫水真吾接任，除了隊員相原龍之外，在日比野未來的推薦下則加入了斑鳩丈二、風間真理奈、天谷好美和久世鐵兵，由7人組成。
- 《梅比斯》最終話之後

迫水真吾回歸總監之後，隊長由相原龍接任，並加入了包含春崎緒方等多名無名隊員新成員。
最初的企劃中，團隊名稱是「B.O.Z」， 。但由於梅比斯是個菜鳥新人，並覺得他身邊的人應該是類似於小大人的存在，而且一開始的隊員人設就如企劃所說的那樣擁有優秀的五感。

### 武器・裝備

#### 超絕科學流星技術
「Much Extreme Technology of Extraterrestrial ORigin（地球外生物起源的超技術）」通稱流星技術（METEOR，メテオール）是GUYS總本部研究過去的宇宙人所遺留下的太空船和技術等的產物。可以產生令人訝異的表現和成果，但因為其不明之處仍很多，對於使用上有嚴格的限制，緊急時由上層（輔佐官以上之職位，迫水隊長為輔佐官授權）許可，使用時限為一分鐘。另外根據流星技術第七條無法通訊時的緊急狀況現場可以自行使用流星技術。
在《超人力霸王大河》的廣播劇的第1話和第2話中透露，Triger Shot是使用流星技術傳送到光之國的。

#### CREW GUYS JAPAN
PHOENIX NEST
GUN PHOENIX
GUN WINGER
GUN LOADER
GUN BOOSTER
GUN PHOENIX STRIKE

#### GUYS OCEAN
SEA WINGER
藍鯨號
作為GUYS OCEAN的移動司令部的大型航空潛艦。

#### GUYS SPACE
SPACE WINGER

## 播放列表
以下時間以當地時間（日本時間）為準：
| 日本首播   | 集數 | 標題漢譯                                            | 怪獸・宇宙人超人力霸王 | 編劇            | 導演     | 特攝導演 |
| ---------- | ---- | --------------------------------------------------- | --- | --------------- | -------- | -------- |
| 2006/04/08 | 1    | 運命の出逢い命运的相逢                              | 宇宙斩铁怪兽帝诺佐鲁超人6兄弟（回憶） 超人力霸王之父 雷歐兄弟 超人力霸王80 尤莉安                                                                           | 赤星政尚        | 佐野智樹 | 原口智生 |
| 2006/04/15 | 2    | 俺達の翼我们的翅膀                                  | 地底怪兽古敦 | 赤星政尚        | 佐野智樹 | 原口智生 |
| 2006/04/22 | 3    | ひとつきりの命仅此一次的生命                        | 火山怪鸟巴顿 | 赤星政尚        | 村石宏實 | 村石宏實 |
| 2006/04/29 | 4    | 傷だらけの絆伤痕累累的羁绊                          | 宇宙凶险怪兽凯鲁比姆 胶囊怪兽米克拉斯 宇宙斩铁怪兽帝诺佐鲁                                                                                         | 小林雄次        | 村石宏實 | 村石宏實 |
| 2006/05/06 | 5    | 逆転のシュート逆转的射门                            | 宇宙斩铁怪兽再生帝诺佐鲁 萨德拉猎手骑士剑 | 長谷川圭一      | 高野敏幸 | 高野敏幸 |
| 2006/05/13 | 6    | 深海の二人深海的二人                                | 古代怪兽双尾怪 高次元捕食体博伽茹猎手骑士剑 | 川上英幸        | 高野敏幸 | 高野敏幸 |
| 2006/05/20 | 7    | ファントンの落し物梵顿的失物                        | 健食宇宙人梵顿星人 高次元捕食体博伽茹猎手骑士剑 | 赤星政尚        | 梶研吾   | 菊地雄一 |
| 2006/05/27 | 8    | 戦栗の捕食者战栗的捕食者                            | 高次元捕食体博伽茹 胶囊怪兽米克拉斯 宇宙怪兽小艾雷王猎手骑士剑                                                                                     | 小林雄次        | 梶研吾   | 菊地雄一 |
| 2006/06/03 | 9    | 復讐の鎧复仇的铠甲                                  | 地底怪兽古敦 古代怪兽双尾怪 高次元捕食体博伽茹 胶囊怪兽米克拉斯猎手骑士剑                                                                          | 長谷川圭一      | 小原直樹 | 菊地雄一 |
| 2006/06/10 | 10   | GUYSの誇りGUYS的骄傲                                | 高次元捕食体博伽茹猎手骑士剑 超人力霸王之母 | 川上英幸        | 小原直樹 | 菊地雄一 |
| 2006/06/17 | 11   | 母の奇跡母亲的奇迹                                  | 宇宙斩铁怪兽帝诺佐鲁 宇宙斩铁怪兽再生帝诺佐鲁 宇宙怪兽小艾雷王 胶囊怪兽乌英达姆超人力霸王希卡利 超人力霸王之母                                     | 赤星政尚        | 鈴木健二 | 鈴木健二 |
| 2006/06/24 | 12   | 初めてのお使い第一次的使用                          | 魔神怪兽考达依格超人力霸王希卡利 | 川上英幸        | 鈴木健二 | 鈴木健二 |
| 2006/07/01 | 13   | 風のマリナ风之真理奈                                | 蜈蚣怪兽姆卡旦达 胶囊怪兽乌英达姆超人力霸王希卡利                                                                                                  | 長谷川圭一      | 村石宏實 | 村石宏實 |
| 2006/07/08 | 14   | ひとつの道唯一的道路                                | 昆虫型甲壳怪兽因塞克塔斯(雄、雌) 胶囊怪兽乌英达姆                                                                                                  | 太田爱          | 村石宏實 | 村石宏實 |
| 2006/07/15 | 15   | 不死鳥の砦不死鸟的营寨                              | 宇宙岩砾怪兽格茹麦特佐菲 超人力霸王希卡利 | 谷崎明          | 北浦嗣巳 | 北浦嗣巳 |
| 2006/07/22 | 16   | 宇宙の剣豪宇宙的剑豪                                | 宇宙剑豪扎姆夏 佩刀暴君马格马星人 宇宙海人巴尔基星人超人力霸王希卡利                                                                               | 赤星政尚        | 原口智生 | 原口智生 |
| 2006/07/29 | 17   | 誓いのフォーメーション誓约的阵型                    | 再生怪兽莎尔曼多拉超人力霸王希卡利 | 赤星政尚        | 佐野智樹 | 北浦嗣巳 |
| 2006/08/05 | 18   | ウルトラマンの重圧超人力霸王的压力                  | 宇宙大怪兽贝蒙斯坦 宇宙怪兽小艾雷王 | 川上英幸        | 佐野智樹 | 北浦嗣巳 |
| 2006/08/12 | 19   | 孤高のスタンドプレイヤー孤傲的喝彩者                | 宇宙量子怪兽帝伽茹古 | 太田爱          | 小原直樹 | 鈴木健二 |
| 2006/08/19 | 20   | 総監の伝言总监的留言                                | 凶暴怪兽阿斯特隆 宇宙凶险怪兽凯鲁比姆 胶囊怪兽乌英达姆                                                                                             | 長谷川圭一      | 小原直樹 | 鈴木健二 |
| 2006/08/26 | 21   | 虚空の呼び声虚空的呼声                              | 高次元捕食体小型博伽茹 | 谷崎明          | 村石宏實 | 村石宏實 |
| 2006/09/02 | 22   | 日々の未来未来的每一天                              | 高次元捕食体小型博伽茹 宇宙怪兽小艾雷王 | 赤星政尚        | 村石宏實 | 村石宏實 |
| 2006/09/09 | 23   | 時の海鳴り时空的海鸣                                | 安海鲁星人托里 时间怪兽库罗诺姆 | 太田爱          | 阿部雄一 | 阿部雄一 |
| 2006/09/16 | 24   | 復活のヤプール复活的亚波人                          | 异次元人亚波人 独角超兽巴克西姆 胶囊怪兽乌英达姆佐菲 超人力霸王太郎                                                                                | 長谷川圭一      | 阿部雄一 | 阿部雄一 |
| 2006/09/23 | 25   | 毒蛾のプログラム毒蛾的程序                          | 蛾超兽德拉格里 | 川上英幸        | 北浦嗣巳 | 北浦嗣巳 |
| 2006/09/30 | 26   | 明日への飛翔向着明天的飞翔                          | 导弹超兽贝劳克恩 宇宙怪兽小艾雷王 | 小林雄次        | 北浦嗣巳 | 北浦嗣巳 |
| 2006/10/07 | 27   | 激闘の覇者激斗的霸者                                | 宇宙恐龙杰顿（胶囊） 地底怪兽古敦（胶囊） 胶囊怪兽米克拉斯 胶囊怪兽乌英达姆超人力霸王之父 超人力霸王之母 膠囊超人力霸王梅比斯                      | 谷崎明          | 小中和哉 | 小中和哉 |
| 2006/10/14 | 28   | コノミの宝物好美的宝物                              | 圆盘生物诺贝 胶囊怪兽米克拉斯 | 長谷川圭一      | 小中和哉 | 小中和哉 |
| 2006/10/21 | 29   | 別れの日离别之日                                    | 无双铁神英普莱扎超人力霸王之父 超人力霸王之母 超人力霸王太郎                                                                                       | 赤星政尚        | 佐野智樹 | 鈴木健二 |
| 2006/10/28 | 30   | 約束の炎友情的火焰                                  | 无双铁神英普莱扎超人力霸王太郎 | 赤星政尚        | 佐野智樹 | 鈴木健二 |
| 2006/11/04 | 31   | 仲間達の想い朋友们的感情                            | 圆盘生物罗贝拉格 胶囊怪兽火焰乌英达姆 | 川上秀幸        | 八木毅   | 八木毅   |
| 2006/11/11 | 32   | 怪獣使いの遺産怪兽使者的遗产                        | 宇宙调查员梅茨星人比奥 巨大鱼怪兽佐亚穆鲁奇 | 朱川凑人        | 八木毅   | 八木毅   |
| 2006/11/18 | 33   | 青い火の女蓝火的女人                                | 鬼火怪兽弗米格 | 長谷川圭一      | 小原直樹 | 菊地雄一 |
| 2006/11/25 | 34   | 故郷のない男没有故乡的男人                          | 光波宇宙人雷弗莱特星人超人力霸王雷歐 | 赤星政尚        | 小原直樹 | 菊地雄一 |
| 2006/12/02 | 35   | 群青の光と影群青的光与影                            | 假猎手骑士剑 暗黑星人巴巴尔星人獵手騎士劍 超人力霸王希卡利                                                                                         | 小林雄次        | 村石宏实 | 村石宏实 |
| 2006/12/16 | 36   | ミライの妹未来的妹妹                                | 念力宇宙人萨克基诺星人 土块怪兽安格罗斯 | 赤星政尚        | 村石宏实 | 村石宏实 |
| 2006/12/23 | 37   | 父の背中父亲的脊背                                  | 宇宙三面魔像伽休莱因超人力霸王之父 | 赤星政尚 谷崎明 | 阿部雄一 | 阿部雄一 |
| 2007/01/06 | 38   | オーシャンの勇魚海洋的勇鱼                          | 宇宙有翼怪兽亚利盖拉 | 太田爱          | 阿部雄一 | 阿部雄一 |
| 2007/01/13 | 39   | 無敵のママ无敌的妈妈                                | 依附宇宙人萨彭特星人 | 朱川凑人        | 小中和哉 | 小中和哉 |
| 2007/01/20 | 40   | ひとりの楽園一个人的乐园                            | 宇宙植物怪兽索尼丘拉 | 朱川凑人        | 小中和哉 | 小中和哉 |
| 2007/01/28 | 41   | 思い出の先生回忆中的老师                            | 圆盘生物罗贝拉格 硫酸怪兽霍超人力霸王80 | 川上英幸        | 佐野智樹 | 鈴木健二 |
| 2007/02/03 | 42   | 旧友の来訪旧友的来访                                | 宇宙同化怪兽伽帝巴 古代怪兽哥莫拉 骷髅怪兽雷德王 宇宙怪兽小艾雷王佐菲                                                                              | 谷崎明          | 佐野智樹 | 鈴木健二 |
| 2007/02/10 | 43   | 脅威のメビウスキラー危险的梅比斯杀手                | 宇宙同化怪兽伽帝巴 恶劣宇宙人美菲拉斯星人 冷冻星人格罗扎姆 策谋宇宙人帝斯雷姆 异次元人巨大亚波人 异次元超人梅比斯杀手                              | 赤星政尚        | 小原直樹 | 菊地雄一 |
| 2007/02/17 | 44   | エースの願い衛司的愿望                              | 异次元人巨大亚波人 恶劣宇宙人美菲拉斯星人 冷冻星人格罗扎姆 满月超兽鲁纳奇克斯超人力霸王衛司                                                        | 長谷川圭一      | 小原直樹 | 菊地雄一 |
| 2007/02/24 | 45   | デスレムのたくらみ帝斯雷姆的阴谋                    | 策谋宇宙人帝斯雷姆 恶劣宇宙人美菲拉斯星人 冷冻星人格罗扎姆超人力霸王傑克                                                                           | 太田爱          | 村石宏實 | 村石宏實 |
| 2007/03/03 | 46   | 不死身のグローザム不死的格罗扎姆                    | 冷冻星人格罗扎姆 胶囊怪兽火焰乌英达姆超人七號 | 川上英幸        | 村石宏實 | 村石宏實 |
| 2007/03/10 | 47   | メフィラスの遊戯美菲拉斯的游戏                      | 恶劣宇宙人美菲拉斯星人 宇宙岩砾怪兽格茹麦特 黑暗宇宙大皇帝安培拉星人超人力霸王                                                                     | 小林雄次        | 阿部雄一 | 菊地雄一 |
| 2007/03/17 | 48   | 最終三部作I 皇帝の降臨最终三部曲I：皇帝的降临       | 无双铁神英普莱扎 黑暗宇宙大皇帝安培拉星人超人力霸王希卡利                                                                                          | 長谷川圭一      | 阿部雄一 | 菊地雄一 |
| 2007/03/24 | 49   | 最終三部作II 絶望の暗雲最终三部曲II：绝望的阴霾     | 无双铁神英普莱扎 黑暗宇宙大皇帝安培拉星人 宇宙剑豪扎姆夏 健食宇宙人梵顿星人 念力宇宙人萨克基诺星人 宇宙怪兽小艾雷王超人力霸王之父 超人力霸王希卡利 | 赤星政尚        | 佐野智樹 | 原口智生 |
| 2007/03/31 | 50   | 最終三部作III 心からの言葉最终三部曲III：衷心的话语 | 黑暗宇宙大皇帝安培拉星人 健食宇宙人梵顿星人 念力宇宙人萨克基诺星人 宇宙怪兽小艾雷王 超人力霸王之父 雷歐兄弟 超人力霸王80 超人力霸王希卡利          | 赤星政尚        | 佐野智樹 | 原口智生 |

## 音樂
主題曲：《ウルトラマンメビウス》
作詞：松井五郎
作曲：鈴木キサブロー
編曲：京田誠一
歌：Project DMM with ウルトラ防衛隊
負責伴唱的ウルトラ防衛隊團員中，全數都是歷代系列所參與演出的演員
依序為佐原健二、黒部進、樱井浩子、二瓶正也、菱美百合子、團時朗、高峰圭二、杉浦太陽、五藤圭子、青山草太和五十嵐隼士。
香港主題曲《超人梅比斯》由陳偉霆翻唱
插曲：
《Run through!〜ワンダバ「CREW GUYS」》
作詞：満田かずほ
作曲・編曲：冬木透
歌：Project DMM with TMC
第2、17、21、22、28、42話使用
《Radiance〜ウルトラマンヒカリのテーマ〜》
作詞・作曲：高取ヒデアキ
編曲：籠島裕昌
歌：Project DMM
《誓いを君に》
作詞・作曲・編曲：大門一也
歌：Project DMM
第35話使用
《ウルトラの奇跡》
作詞・作曲・編曲：大門一也
歌：Project DMM
第37、50話使用

## 製作團隊
- 監修・製作：円谷一夫（日语：円谷一夫）
- 製作統括：大岡新一（日语：大岡新一）
- 企画：加藤直次（第1‐22話）・岡崎剛之（日语：岡崎剛之）（第23話‐）（CBC）、江藤直行（圓谷）、中村理一郎（電通）
- 製作人：岡崎剛之（第1‐22話）・岩佐芳弘（第23話‐）（CBC）、渋谷浩康（日语：渋谷浩康）（圓谷）、山西太平（電通）
- 生產製作人：小山信行
- 監督：佐野智樹（日语：佐野智樹）、村石宏實、高野敏幸（日语：高野敏幸）、梶研吾（日语：梶研吾）、小原直樹、[鈴木健二（日语：鈴木健二 (特撮監督)）、北浦嗣巳（日语：北浦嗣巳）、原口智生（日语：原口智生）、阿部雄一（日语：アベユーイチ）、小中和哉（日语：小中和哉）、八木毅（日语：八木毅）
- 特技監督：原口智生、村石宏實、高野敏幸（日语：高野敏幸）、菊地雄一（日语：菊地雄一）、鈴木健二、北浦嗣巳、アベユーイチ、小中和哉、八木毅
- 系列構成：赤星政尚
- 編劇：赤星政尚、小林雄次（日语：小林雄次）、長谷川圭一、川上英幸（日语：川上英幸）、太田愛（日语：太田愛）、谷崎あきら、朱川湊人
- 設定考證：谷崎あきら
- 音楽製作人：玉川静
- 音楽：佐橋俊彦
- 本編撮影：倉持武弘（日语：倉持武弘）、高橋義仁
- 本編照明：佐藤才輔
- 本編美術：内田哲也
- 本編助監督：石川整、櫻井宏明
- 特攝撮影：高橋義仁、新井毅
- 特攝照明：高野和男
- 特攝美術：三池敏夫、佐々木朋哉
- 特攝操演：村石義徳、根岸泉、川口謙司、大久保健
- 特攝殺陣：岡野弘之（日语：岡野弘之）
- 特攝助監督：野間詳令、日暮大幹、伊藤良一（日语：伊藤良一）
- 弗拉明戈舞指導：土井まさり（第25話）
- CGI動作導演：板野一郎
- CGI主管：早川哲司（円谷CGI-ROOM）
- 角色設計：丸山浩、酉澤安施（日语：酉澤安施）
- 形象板：酉澤安施
- 機械和物品設計：プレックス（日语：プレックス）
- 制作協力：萬代南夢宮控股、電通
- 制作進行：今西健太
- 番組宣傳：重松和世（日语：重松和世）

## 其他相關媒體

### 電影
- 《梦比优斯奥特曼&奥特兄弟》（2006年9月16日上映）

### 外傳

#### 闇黑鎧裝
《超人力霸王梅比斯外傳 闇黑鎧裝》（日語：ウルトラマンメビウス アーマードダークネス ），是由圓谷製作的特攝電視劇，於2008年7月25日、8月22日以非戲院首映形式播出。本部作品屬《超人力霸王梅比斯》後傳，同時也是該部系列的第二部OV作品，此作描述梅比斯結局的後日談，及發生的全新劇情故事。
故事大綱
當超人力霸王梅比斯與GREW GUYS的成員們聯手擊敗了安培拉星人之後，梅比斯則和夥伴們告別，與超人兄弟們回到了光之國，地球也再次恢復了和平。
兩年後，此刻降落在地球上的的敵人，竟為了在過去曾在地球展開大激鬥的安培拉星人，秘密製作了傳說之鎧甲「暗黑鎧甲」。
而這個發揮安培拉星人級的蠻力和魔力的鎧甲為何會開始活動，另外，身穿鎧甲的人是誰，而且，它的目的是什麼？
為了阻止暗黑鎧甲而重返地球的梅比斯，則將和GREW GUYS的前成員們再次合力，挑戰暗黑鎧甲。
演員表
- 日比野未來 - 五十嵐隼士
- 相原龍 - 仁科克基
- 春崎緒方- 三好真（日语：三好真)）
- 風間真理奈 - 齊川愛（日语：齊川愛）
- 斑鳩丈二 - 渡邊大輔
- 天谷好美 -  平田彌里
- 久世鐵兵 - 内野謙太（日语：内野謙太）
- 迫水真吾 - 田中實 (消歧義)
- 鳥山輔佐官 - 石井愃一（日语：石井愃一）
- 辅佐官秘书丸 - 前田豐（日语：前田豐）
- 美崎雪 - 石川紗彩（日语：石川紗彩）

聲演
- 芹澤和也：石川真
- GUYS隊員： 和田三四郎（日语：和田三四郎）、おかのみさと（日语：おかのみさと）
- 超人力霸王希卡利：難波圭一
- 超人力霸王尊王：清川元夢
- 暗黑鎧甲：大友龍三郎

製作人員
- 監修：円谷一夫
- 製作統括：大岡新一
- 製作人：渋谷浩康、河野聡
- 脚本：赤星政尚
- 監督・特技監督：佐野智樹
- 音楽：佐橋俊彦

#### 亡靈復活
《超人力霸王梅比斯外傳 亡靈復活》(日語：ウルトラマンメビウス ゴーストリバース )是由圓谷製作所攝製的特攝電視劇，於2009年11月25日、12月22日以非戲院首映形式播出。本部作品屬《超人力霸王梅比斯》後傳，同時也是電影《大怪獸格鬥_超銀河傳說_THE_MOVIE》的序章作品，此作描述梅比斯返回光之國多年後的後日談，及發生的全新劇情故事。此外，這部作品並未有任何人類角色演出。
故事大綱
宇宙範圍內的負能量的不斷增強，眾多怪獸開始為禍。梅比斯在巡邏時接收到光之國的訊息，得知希卡利在怪獸墓場陷入危機，遂趕往救援，並與已經抵達的衛司和太郎碰頭。但遭到了格羅扎姆和英普萊扎的攻擊，由於暗黑四天王的特殊屏障能封鎖奧特戰士的光線技能，使梅比斯陷入困境，最後在機械扎姆的幫助下才戰胜對手。
當梅比斯趕到怪獸墓場時，發現衛司和太郎已經落入四天王的圈套並被擒做人質，而希卡利竟然和四天王合作，逼迫梅比斯進入炎之谷取出終極格鬥儀，而梅比斯則無法相信這一切...
演員表
聲演
- 超人力霸王梅比斯 - 五十嵐隼士
- 超人力霸王希卡利 - 難波圭一
- 超人力霸王- 黒部進
- 超人七號- 森次晃嗣
- 超人力霸王傑克 - 團時朗
- 超人力霸王衛司 - 草尾毅
- 超人力霸王太郎 - 石丸博也
- 佐菲、敘事者 - 田中秀幸
- 装甲美菲拉斯星人 - 加藤精三（日语：加藤精三）
- 策谋宇宙人帝斯雷姆 - 郷里大輔
- 冷冻星人格罗扎姆 - 江川央生
- 梅比斯杀手 - 田中亮一
- 机械扎姆 - 堀秀行

製作人員
- 製作・監修 - 大岡新一
- 製作統括 - 岡部淳也
- 製作人 - 渋谷浩康、仲吉治人
- 監製製作 - 小山信行、岡川晃基
- VFX製作人 - 桑原崇
- VFX藝術總監 - 武富聖
- 畫板 - 酉澤安施
- 音楽 - 上田靖博
- 脚本 - 小林雄次
- 特攝監督 - 野口彰宏
- 監督 - 横山誠
- 企画協力 - 中部日本放送、電通
- 製作 - 圓谷製作、萬代影視

### 小說
《THE·超人力霸王梅比斯》（ザ・ウルトラマンメビウス）
赤星政尚構成，內山守負責插畫部分，時間序列為TV版之前，全12話。除了描繪梅比斯加入宇宙警衛隊的始末外，還交代留在地球上的太郎回到光之國，成為宇宙警衛隊首席教官的故事。
《超人力霸王梅比斯·安德雷斯·奧里藏特》（ウルトラマンメビウス アンデレスホリゾント）
朱川湊人構成，光文社季刊誌「EQ Extra GIALLO」連載之小說，以電視劇為基礎定位為平行世界的背景，由春崎緒方的視角展開之故事。
《守護的太刀》（守るための太刀）
赤星政尚構成，『超人力霸王梅比斯 ARCHIVE DOCUMENT』收錄小說，主角為宇宙劍豪扎姆夏。

## 海外播放

### 香港
香港無線翡翠台曾於2009年4月19日至2010年5月23日期間每週日下午5時30分首播粵語配音版。

### 台灣
台灣由曼迪傳播代理，曾於2010年12月以日語原音及國語配音發行成DVD。

## 外部連結
- CBC 官方網站
- 超人梅比斯外傳（goo）
- 電影《超人梅比斯&超人兄弟》官方網站